# NullDC
NullDC é um emulador em código aberto de Dreamcast e Naomi para Microsoft Xbox 360 , Microsoft Windows e PlayStation 3.

## História
O emulador foi anunciado no dia 19 de fevereiro de 2006. No dia 25 de agosto de 2006, as primeiras imagens foram divulgadas, e seus autores divulgados: ZeZu (programador do Icarus, um emulador de Dreamcast nunca lançado) e drk||Raziel, seu desenvolvimento teria como objetivo priorizar a compatibilidade em detrimento da velocidade e seu sistema com uso de plugins permitiria a contribuição de outros programadores.
A primeira versão foi lançada em primeiro de abril de 2007, e se tornou o emulador de Dreamcast com a maior compatibilidade.
A segunda versão (beta 1.5) foi lançada no dia 4 de novembro de 2007. Acrescentou compatibilidade com gamepads, porém teve uma série de outros bugs. Três dias depois foi lançada a versão beta 1.6, que corrigiria boa parte dos problemas da versão anterior.
A versão 1.0.3 foi lançada no dia 20 de agosto de 2008, trazendo melhorias de velocidade, correções de bugs e novos recursos como emulação de névoa, compatibilidade com o VMU e efeitos especiais de som. Foi a primeira versão com emulação do sistema NAOMI, em um executável à parte. Por outro lado, a compatibilidade com gamepads e outros controles foi removida.
O código fonte do programa foi aberto em 9 de maio de 2010.
No dia 5 de setembro de 2010, drk||Raziel anunciou que iria continuar o desenvolvimento do emulador além de uma conversão do NullDC para PlayStation 3..
Em setembro de 2011 um grupo estadunidense começou a trabalhar numa conversão do NullDC para Xbox 360,sendo que esta equipe não tem nenhum envolvimento com drk||Raziel,o projeto terminou em 2012,juntamente com a disponibilidade do emulador,porém a conversão foi feita para consoles com destrave RGH ou JTAG.

## Recursos
NullDC requer o uso da última versão do Microsoft DirectX 9.0c, as bibliotecas Visual C++ mais atuais e, opcionalmente, WinPcap para emulação do modem. Como de praxe para emuladores, uma cópia da BIOS do console original é necessária.
Usa uma arquitetura baseada em plugins, com várias implementações alternativas, (algumas convertidas do Chankast) para gráficos, som, leitura de jogos em CD-ROMs (os leitores ópticos em computadores pessoais não conseguem ler os GD-ROMs) ou arquivos de imagem de disco, cartões de memória, etc.

## Requisitos de sistema
- CPU: AMD Athlon XP/64/Turion a 2GHz ou Intel Pentium 4 a 2,6GHz ou equivalente.
- Placa de vídeo: Nvidia GeForce 4 TI ou ATi Radeon 8500.
- RAM: 512MB.
- Sistema operacional: Windows 2000 ou superior.